# Cradle of Filth
Cradle of Filth (engl. für ‚Wiege des Drecks‘) ist eine britische Extreme-Metal-Band aus Suffolk, England, gegründet 1991 in Colne Lancs. Im Gegensatz zu vielen anderen Metal-Bands mit massenuntauglicherem Stil konnte Cradle of Filth zunehmend kommerzielle Erfolge verbuchen, weswegen von vielen Vertretern des Black Metal der Vorwurf des Ausverkaufs und der Kommerzialisierung erhoben wird.

## Biografie

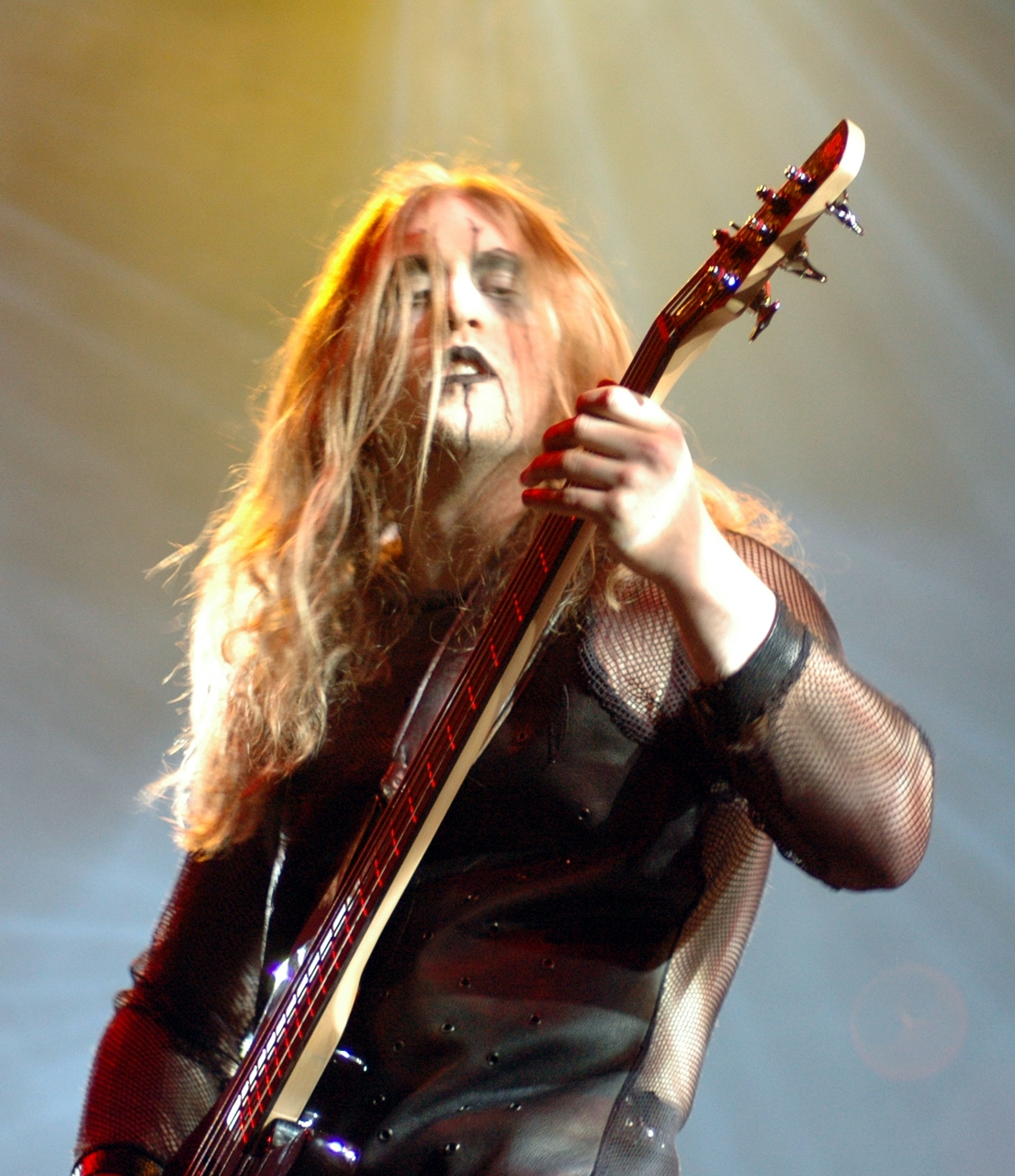
Charles Hedger, ehemaliger Gitarrist bei Cradle of Filth, auf dem Metalmania Festival, 2005

In den ersten Jahren ihres Bestehens, die von einem ständigen Besetzungswechsel geprägt waren, nahm Cradle of Filth insgesamt vier Demos auf. Das ursprünglich geplante Debütalbum Goetia blieb unveröffentlicht, da das Studio die Aufnahmen infolge unbezahlter Rechnungen löschte. 1993 unterzeichnete die Band einen Plattenvertrag bei Cacophonous Records und veröffentlichte 1994 ihr Debütalbum The Principle of Evil Made Flesh. 1996 wurde das Arbeitsverhältnis mit Cacophonous angespannter, was schließlich darin gipfelte, dass Cradle of Filth das Label verließ. Laut Vertrag musste die Band noch ein weiteres Album abliefern, und so nahm man – eher halbherzig aber dennoch erfolgreich – Vempire or Dark Faerytales in Phallusstein auf. Cradle of Filth hat selbst nie bestritten, dass diese Platte eine Art Notlösung war.
Im Jahre 1995 wechselte man dann zu Music for Nations.
Trotz häufiger Besetzungswechsel konnte die Band ihre Fangemeinde beträchtlich erweitern. Nach der Veröffentlichung des 1997er Albums Dusk … and her Embrace setzte sich eine wahre Merchandise-Welle in Gang, die der Popularität der Band zwar zuträglich war, ihr allerdings auch böse Vorwürfe von der Black-Metal-Szene einbrachte. Man warf der Band vor, Kommerzialisierung und Ausverkauf in der Szene zu fördern. Diese Vorwürfe verstärkten sich mit dem Erscheinen der Alben Cruelty and the Beast (1998) und mit Midian (2000), die musikalisch zunehmend Mainstream-kompatibel wurden.
Bitter Suites to Succubi (2001) und das Greatest-Hits-Album Lovecraft and Witch Hearts (2002) sollten ihre letzten Veröffentlichungen bei Music For Nations werden. 2002 hatte die Band außerdem einen Gastauftritt in dem Low-Budget-Splatterfilm Cradle of Fear, in dem Frontmann Dani Filth eine Nebenrolle spielte. Die Band betrieb von da an ihr eigenes Plattenlabel Abracadaver Records, jedoch versprach ein Angebot von Sony einen vielversprechenden Karrieresprung. So wechselte sie, abgesehen von Satyricon, als einzige extreme Metal-Band auf ein Majorlabel. 2003 erschien dann das Album Damnation and a Day bei Sony Music UK. Allerdings war die Zusammenarbeit mit Sony nicht von langer Dauer: Nymphetamine, das 2004er-Album, erschien bei Roadrunner Records. Im Jahr 2005 erschien ebenfalls bei Roadrunner Records eine neue DVD mit dem Titel Peace through superior Firepower, auf der unter anderem ein Live-Mitschnitt aus dem Abschlusskonzert der Nymphetamine-Tour in Paris enthalten ist. 2007 erschien Thornography, ebenfalls bei Roadrunner Records. Das Album unterscheidet sich von den älteren Werken in Stil und Gesang, so kommt beispielsweise der weibliche Gesang von Sarah Jezebel Deva auf diesem Album kaum zur Geltung.
Im November 2006 gab Schlagzeuger Adrian Erlandsson seinen Ausstieg bekannt, um sich stärker seinen anderen musikalischen Projekten wie Needleye und Nemhain zu widmen. Als Ersatz auf der aktuellen Tour saß der Tscheche Martin Škaroupka alias Marthus hinter dem Schlagzeug.
Am 24. Oktober 2008 wurde das Album Godspeed on the Devil’s Thunder veröffentlicht, bei dem es sich um ein Konzeptalbum handelt, welches Gilles de Rais zum übergreifenden Thema hat.

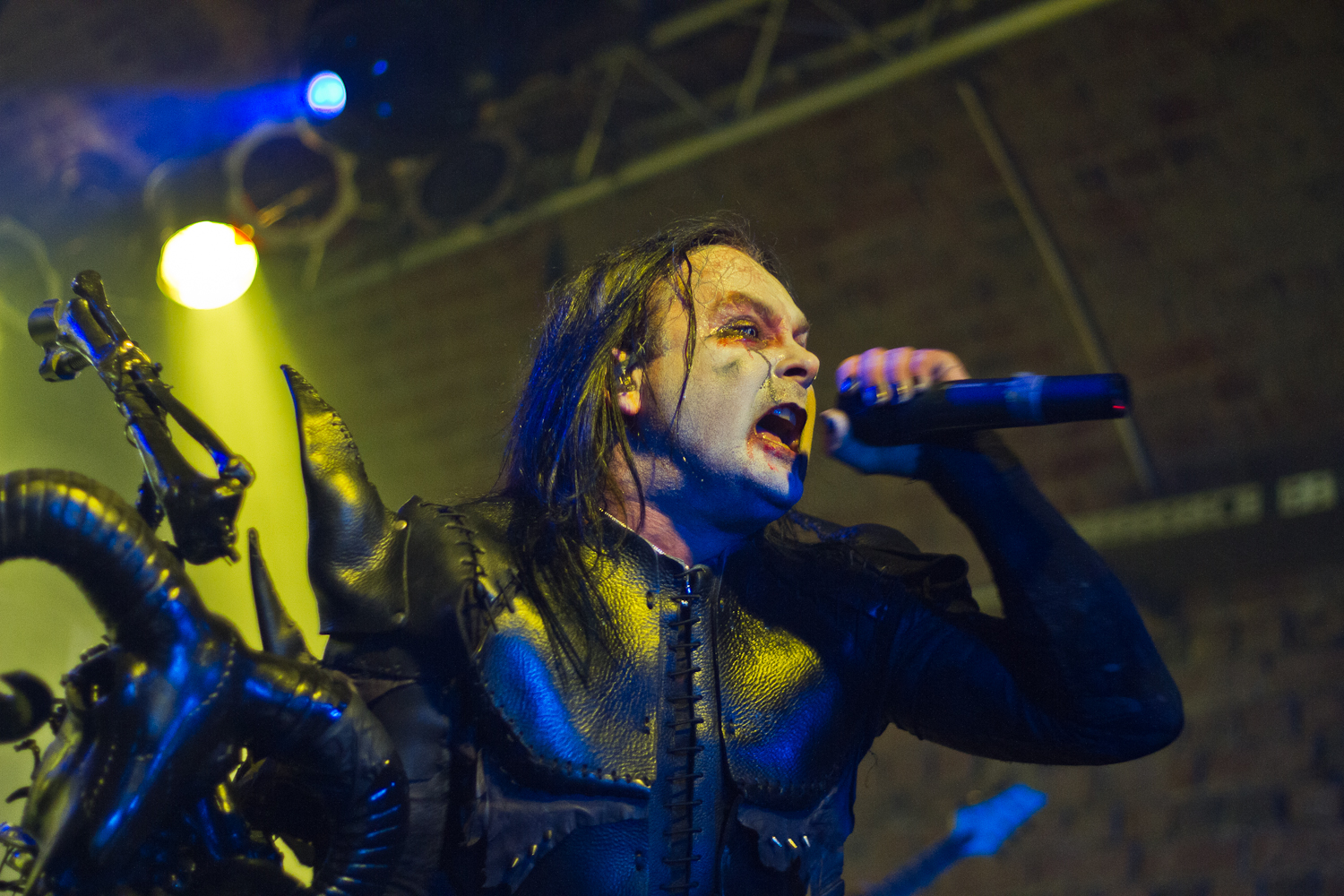
Dani Filth bei einem Konzert im Matrix Bochum, 2014

Das nächste Studioalbum der Band, Darkly, Darkly, Venus Aversa – ebenfalls ein Konzeptalbum – wurde am 29. Oktober 2010 bei Peaceville Records unter dem hauseigenen Abracadaver-Imprint veröffentlicht. Es ist das bislang schnellste und möglicherweise härteste der Bandgeschichte. Basierend auf der Geschichte von Adams erster Frau Lilith, die als Gegenstück zu Venus, der römischen Göttin der Liebe, als urzeitliches Böse und Göttin der Lust beschrieben wird. Hieß es in früheren Interviews mit Frontman Dani noch, dass Godspeed on the Devil’s Thunder das vorerst letzte Konzeptalbum bleiben würde, entschied sich die Band dann doch dagegen. Ausschlaggebend war laut Dani die gute Konzeptidee und die Tatsache, dass die Figur Lilith als solche ohnehin schon eine ganze Weile im Schatten der Band stand. Es soll aber nun vorerst das letzte Konzeptalbum bleiben.
Evermore Darkly wurde als Mini-Album (EP) am 24. Oktober 2011 bei Peaceville Records veröffentlicht. Das CD/DVD-Bundle beinhaltet neben vielen bandtypischen Artworks einen bisher unveröffentlichten Titel, drei Demoaufnahmen vom Album Darkly, Darkly, Venus Aversa, eine Remixversion der Singleauskopplung Forgive me Father von Rob C (Anthrax) sowie eine verlängerte Fassung von Lilith Immaculate und schlägt mit einer klassischen Version des auf dem Debütalbum veröffentlichten Summer Dying Fast den Bogen zu einem künftig erscheinenden klassisch orchestralen Projektalbum der Band. Die DVD bietet neben dem Promo-Video zu Lilith Immaculate und einer 45-minütigen Tour-Dokumentation den kompletten Live-Mitschnitt der Show auf dem Graspop-Metal-Meeting-Festival am 25. Juni 2011 im belgischen Dessel.

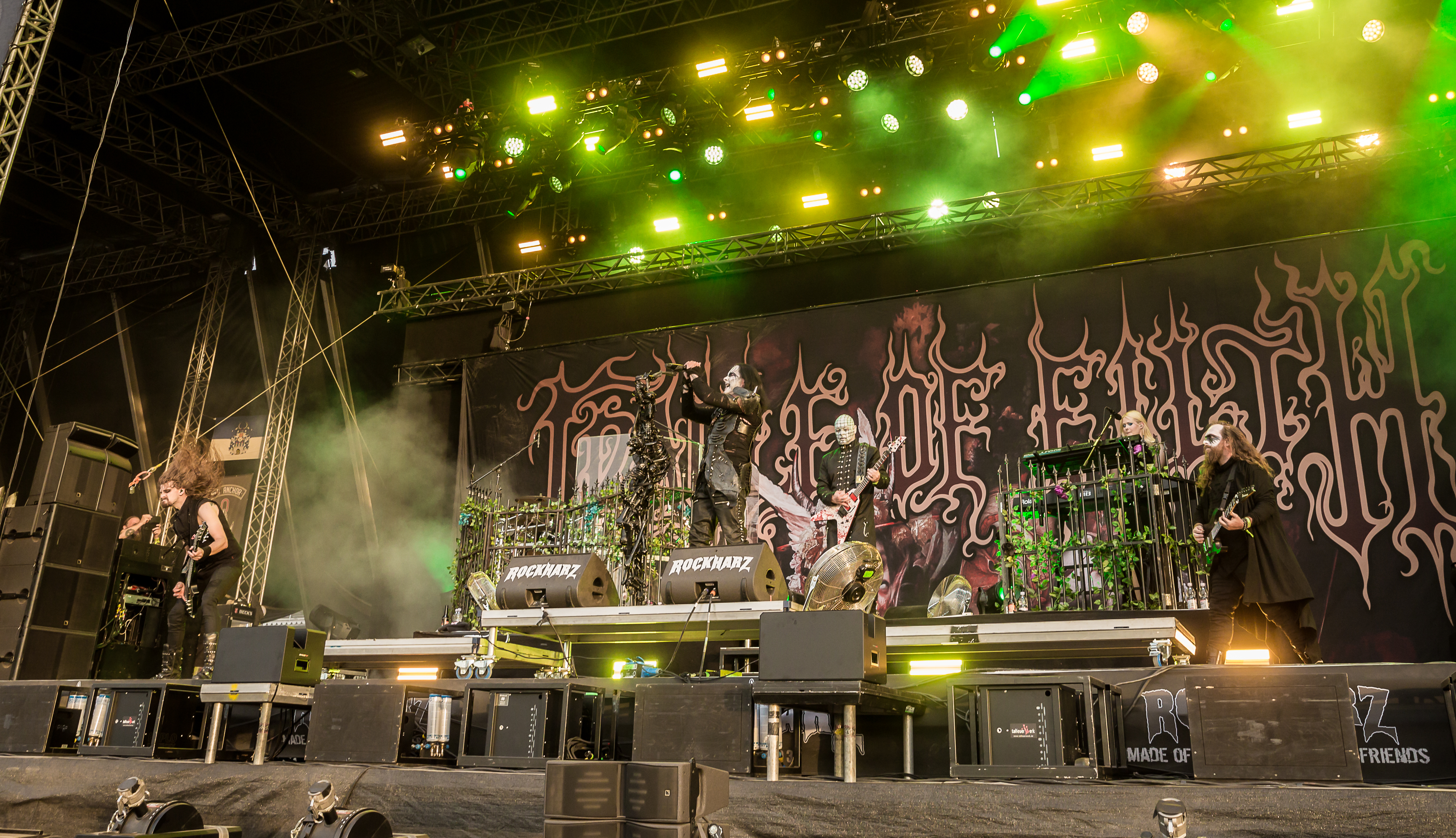
Cradle of Filth beim Rockharz 2025

Am 21. April 2012 wurde das Album Midnight in the Labyrinth veröffentlicht, welches Stücke der ersten vier Alben der Band orchestral aufarbeitet. Das zehnte Studioalbum namens The Manticore and Other Horrors erschien in Europa am 29. Oktober 2012. In den USA erfolgte die Veröffentlichung am darauf folgenden Tag. Im Gegensatz zu den beiden Vorgängeralben handelt es sich hierbei nicht um ein Konzeptalbum, doch zieht sich das Thema „Monster und Dämonen“ als roter Faden durch sämtliche Stücke.
Die Zusammenarbeit mit dem langjährigen Mitglied Paul Allender wurde im Sommer 2014 beendet. Für Juni 2015 wurde ein neues Studioalbum namens „Hammer of the Witches“ angekündigt, das wie die beiden darauf folgenden Alben bei Nuclear Blast erschienen ist. 2023 veröffentlichte die Band mit "Trouble and Their Double Lives" bei Napalm Records ihr zweites Live-Album, 2025 folgte dort auch die Veröffentlichung des vierzehnten Studioalbums The Screaming of the Valkyries.
Der vormalige Gitarrist Stuart Anstis starb am 21. August 2022 im Alter von 48 Jahren.

## Stil

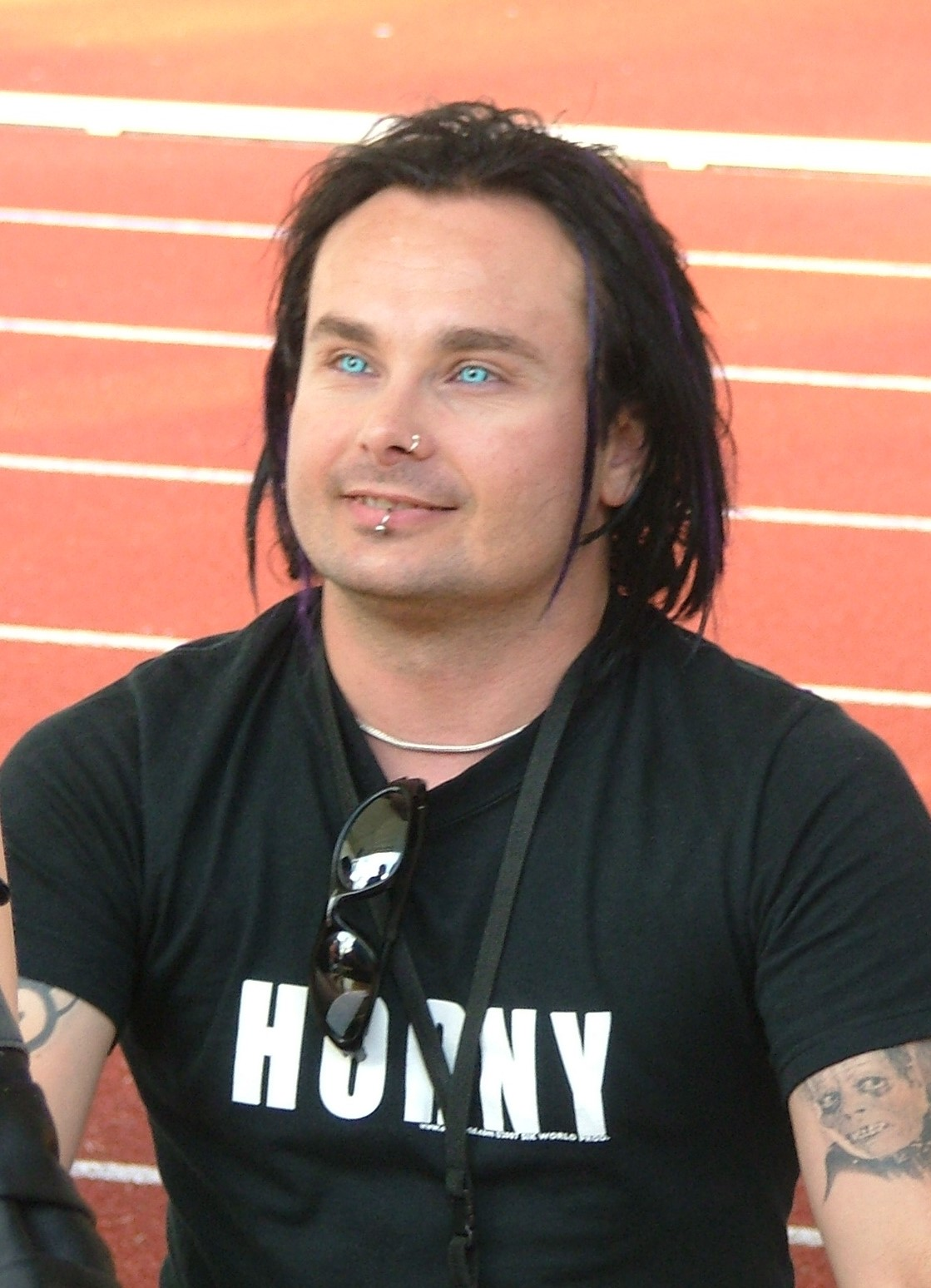
Dani Filth 2008 beim Kuopio Rockcock

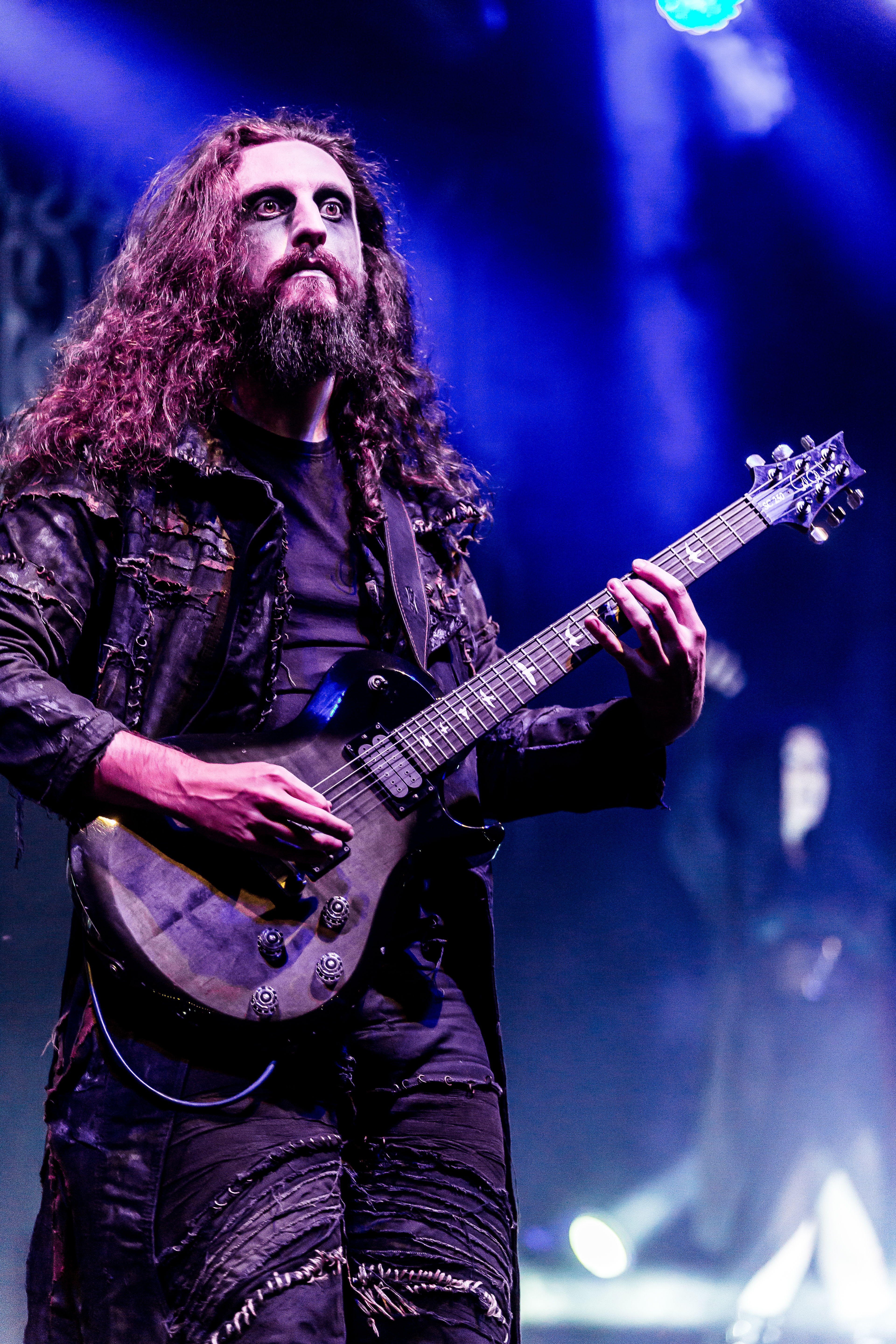
Richie Shaw 2018 auf dem With Full Force

Ein wesentliches Markenzeichen der Band ist der Gesang von Dani Filth, dessen bizarre und oftmals äußerst hohen Gesangseinlagen von hohem Wiedererkennungswert sind. Seine Liedtexte sind oft nur mit philosophischem und literarischem Hintergrundwissen zu verstehen. Außerdem sind sie in vergleichsweise anspruchsvollem Englisch verfasst.
Die Frage nach dem musikalischen Genre von Cradle of Filth ist immer wieder Angelpunkt einer kontrovers geführten Diskussion. Ihr Stil ist vom Black Metal beeinflusst, wobei auch Einflüsse anderer Stilrichtungen in ihrer Musik zu finden sind. Cradle of Filth bezeichnet sich selbst nicht als Black-Metal-Band, sondern betitelt ihren Stil als „Vampyric Metal“. Das Titellied von Nymphetamine weist zum Beispiel auch Einflüsse von Doom Metal auf.
Die Musik setzt sich aus Elementen des Black- und Death Metal und des Dark Metal, aber auch der elektronischen Musik zusammen. Gerade die Aufnahme von Merkmalen anderer Musikstile ist der Grund, weshalb die Band oft nicht dem Black Metal zugeordnet wird, obwohl eine Verwendung musikalischer Merkmale dieser Stilrichtung von Seiten der Band durchaus stattfindet.
Cradle of Filth setzt eine bestimmte Form der Visualisierung durch Kleidung und Schminke (aber auch durch Albumcover und Merchandise-Artwork) ein, die Parallelen zum Black Metal aufweist, sich aber in der Erscheinungsform in vielen Punkten unterscheidet. Dennoch kreiert das daraus resultierende Image der Band eine Atmosphäre aus Mystik, Wahnsinn und Dunkelheit, die sich auch bei vielen Black-Metal-Bands wiederfindet.
Cradle of Filth präsentieren sich jedoch, anders als die meisten Black-Metal-Bands, mehr okkult und vampyrisch und weniger satanisch.
Viele Songs der Band enthalten Referenzen zu bekannten Geschichten im Bereich der Mystik. (Zum Beispiel der Song „Cthulhu Dawn“ der sich auf den Cthulhu Mythos des Autors H. P. Lovecraft bezieht)
Laut Dani Filth machen Cradle of Filth „Märchen für Erwachsene“.

## Gastmusiker
- Sarah Jezebel Deva – Gesang auf allen Veröffentlichungen seit Vempire
- Apocalyptica – Cello auf Bitter Suites to Succubi
- Mika Lindberg – Gesang auf Midian
- Doug „Pinhead“ Bradley – Sprechgesang auf Midian, Nymphetamine, Thornography und Godspeed on the Devil's Thunder (als Gilles de Rais)
- Dave McEwen – Gesang auf Midian und Damnation and a Day
- Andy Nice – Cello auf Midian
- Ingrid Pitt – Gesang auf Cruelty and the Beast
- Cronos / Conrad Lant – Gesang auf Dusk and her Embrace
- Danielle Chneajna Cottington – Gesang auf Vempire, Dusk and her Embrace und Cruelty and the Beast
- Andrea Haugen – Background-Gesang auf The Principle of Evil made Flesh
- Soror Proselenos – Cello auf The Principle of Evil made Flesh
- Frater Nihil – Gesang auf The Principle of Evil made Flesh
- Liv Kristine Espenæs Krull – Weiblicher Gesang in Nymphetamine auf dem gleichnamigen Album
- King Diamond – Gesang in Devil Woman auf Nymphetamine (Special Edition)
- Ville Valo – Gesang in The Byronic Man auf Thornography
- Dirty Harry – Gesang in Temptation auf Thornography
- Lucy Atkins – Gesang auf The Manticore and Other Horrors

## Diskografie

### Studioalben
| Jahr | Titel Musiklabel                                       | Höchstplatzierung, Gesamtwochen, AuszeichnungChartplatzierungen (Jahr, Titel, Musiklabel, Platzierungen, Wochen, Auszeichnungen, Anmerkungen) | Höchstplatzierung, Gesamtwochen, AuszeichnungChartplatzierungen (Jahr, Titel, Musiklabel, Platzierungen, Wochen, Auszeichnungen, Anmerkungen) | Höchstplatzierung, Gesamtwochen, AuszeichnungChartplatzierungen (Jahr, Titel, Musiklabel, Platzierungen, Wochen, Auszeichnungen, Anmerkungen) | Höchstplatzierung, Gesamtwochen, AuszeichnungChartplatzierungen (Jahr, Titel, Musiklabel, Platzierungen, Wochen, Auszeichnungen, Anmerkungen) | Höchstplatzierung, Gesamtwochen, AuszeichnungChartplatzierungen (Jahr, Titel, Musiklabel, Platzierungen, Wochen, Auszeichnungen, Anmerkungen) | Anmerkungen                              |
| Jahr | Titel Musiklabel                                       | DE | AT | CH | UK | US | Anmerkungen                              |
| ---- | ------------------------------------------------------ | --- | --- | --- | --- | --- | ---------------------------------------- |
| 1994 | The Principle of Evil Made Flesh Cacophnous Records    | — | — | — | — | — | Erstveröffentlichung: 24. Februar 1994   |
| 1996 | Dusk… and Her Embrace Music for Nations                | — | — | — | — | — | Erstveröffentlichung: 18. August 1996    |
| 1998 | Cruelty and the Beast Music for Nations                | DE47 (3 Wo.)DE | AT24 (3 Wo.)AT | — | UK48 (1 Wo.)UK | — | Erstveröffentlichung: 27. April 1998     |
| 2000 | Midian Music for Nations                               | DE30 (2 Wo.)DE | — | — | UK63 (1 Wo.)UK | — | Erstveröffentlichung: 30. Oktober 2000   |
| 2003 | Damnation and a Day Sony Music                         | DE15 (4 Wo.)DE | AT43 (5 Wo.)AT | CH81 (1 Wo.)CH | UK44 (1 Wo.)UK | US140 (1 Wo.)US | Erstveröffentlichung: 10. März 2003      |
| 2004 | Nymphetamine Roadrunner Records                        | DE25 (6 Wo.)DE | AT56 (3 Wo.)AT | CH64 (2 Wo.)CH | UK92 (1 Wo.)UK | US89 (2 Wo.)US | Erstveröffentlichung: 28. September 2004 |
| 2006 | Thornography Roadrunner Records                        | DE27 (6 Wo.)DE | AT20 (3 Wo.)AT | CH71 (1 Wo.)CH | UK46 (1 Wo.)UK | US66 (2 Wo.)US | Erstveröffentlichung: 17. Oktober 2006   |
| 2008 | Godspeed on the Devil’s Thunder Roadrunner Records     | DE37 (3 Wo.)DE | AT53 (2 Wo.)AT | CH56 (1 Wo.)CH | UK73 (1 Wo.)UK | US48 (2 Wo.)US | Erstveröffentlichung: 28. Oktober 2008   |
| 2010 | Darkly, Darkly, Venus Aversa Peaceville                | DE43 (1 Wo.)DE | AT50 (1 Wo.)AT | CH61 (1 Wo.)CH | UK95 (1 Wo.)UK | US99 (1 Wo.)US | Erstveröffentlichung: 1. November 2010   |
| 2012 | The Manticore and Other Horrors Peaceville             | DE56 (1 Wo.)DE | AT63 (1 Wo.)AT | — | — | US96 (1 Wo.)US | Erstveröffentlichung: 29. Oktober 2012   |
| 2015 | Hammer of the Witches Nuclear Blast                    | DE23 (2 Wo.)DE | AT57 (1 Wo.)AT | CH46 (1 Wo.)CH | UK44 (1 Wo.)UK | US196 (1 Wo.)US | Erstveröffentlichung: 10. Juli 2015      |
| 2017 | Cryptoriana - The Seductiveness of Decay Nuclear Blast | DE15 (1 Wo.)DE | AT20 (1 Wo.)AT | CH24 (1 Wo.)CH | UK50 (1 Wo.)UK | — | Erstveröffentlichung: 22. September 2017 |
| 2021 | Existence Is Futile Nuclear Blast                      | DE9 (2 Wo.)DE | AT12 (1 Wo.)AT | CH20 (1 Wo.)CH | UK68 (1 Wo.)UK | — | Erstveröffentlichung: 22. Oktober 2021   |
| 2025 | The Screaming of the Valkyries Nuclear Blast           | DE5 (1 Wo.)DE | AT4 (1 Wo.)AT | CH17 (1 Wo.)CH | — | — | Erstveröffentlichung: 21. März 2025      |

### Livealben
| Jahr | Titel Musiklabel                              | Höchstplatzierung, Gesamtwochen, AuszeichnungChartplatzierungen (Jahr, Titel, Musiklabel, Platzierungen, Wochen, Auszeichnungen, Anmerkungen) | Höchstplatzierung, Gesamtwochen, AuszeichnungChartplatzierungen (Jahr, Titel, Musiklabel, Platzierungen, Wochen, Auszeichnungen, Anmerkungen) | Anmerkungen                          |
| Jahr | Titel Musiklabel                              | DE | AT | Anmerkungen                          |
| ---- | --------------------------------------------- | --- | --- | ------------------------------------ |
| 2023 | Trouble and Their Double Lives Napalm Records | DE53 (1 Wo.)DE | AT51 (1 Wo.)AT | Erstveröffentlichung: 28. April 2023 |

Weitere Livealben
- 2002: Live Bait for the Dead (2 CDs)[Anmerkung 1]
- 2019: Live at Dynamo Open Air 1997

### Kompilationen
- 2002: Lovecraft & Witch Hearts
- 2012: Midnight in the Labyrinth

### EPs
- 1996: V Empire or Dark Faerytales in Phallustein
- 1999: From the Cradle to Enslave
- 2001: Bitter Suites to Succubi
- 2005: Twisted Nails of Faith (12" Maxi-LP: limitiert auf 500 Stück)
- 2011: Evermore Darkly

### Demos
- 1992: Invoking the Unclean
- 1992: The Black Goddess Rises
- 1992: Orgiastic Pleasures Foul
- 1993: Total Fucking Darkness

### Singles
| Jahr | Titel Album                                                 | Höchstplatzierung, Gesamtwochen, AuszeichnungChartsChartplatzierungen (Jahr, Titel, Album, Platzierungen, Wochen, Auszeichnungen, Anmerkungen) | Anmerkungen                                            |
| Jahr | Titel Album                                                 | UK | Anmerkungen                                            |
| ---- | ----------------------------------------------------------- | --- | ------------------------------------------------------ |
| 2003 | Babalon A. D. (So Glad for the Madness) Damnation and a Day | UK35 (2 Wo.)UK | Erstveröffentlichung: 3. März 2003 auch als DVD-Single |

Weitere Singles
- 1998: Twisted Nails of Faith
- 2000: Her Ghost in the Fog / Dance Macabre
- 2000: No Time to Cry (Original: The Sisters of Mercy)
- 2003: Mannequin
- 2004: Nymphetamine
- 2005: Devil Woman
- 2008: Tragic Kingdom
- 2008: Honey and Sulphur
- 2009: The Death of Love
- 2010: Forgive Me Father (I Have Sinned)
- 2011: Lilith Immaculate
- 2012: Frost on Her Pillow
- 2013: For Your Vulgar Delectation
- 2015: Right Wing of the Garden Triptych
- 2015: Blackest Magick in Practice
- 2017: Heartbreak and Seance
- 2021: Crawling King Chaos
- 2021: Necromantic Fantasies

### Musikvideos
- 1999: From the Cradle to Enslave
- 2000: Her Ghost in the Fog
- 2001: Born in a Burial Gown
- 2001: Scorched Earth Erotica
- 2001: No Time to Cry
- 2003: Babalon A.D. (So Glad for the Madness)
- 2003: Mannequin
- 2003: The Promise of Fever
- 2004: Nymphetamine
- 2006: Temptation
- 2007: Tonight in Flames
- 2007: The Foetus of a New Day Kicking
- 2008: Honey and Sulphur
- 2009: The Death of Love
- 2010: Forgive Me Father (I Have Sinned)
- 2011: Lilith Immaculate
- 2012: Frost on Her Pillow
- 2013: For Your Vulgar Delectation
- 2015: Right Wing of the Garden Triptych

### Videoalben
- 1999: PanDaemonAeon (Wiederveröffentlichung 2006)
- 2002: Heavy, Left-Handed and Candid[Anmerkung 1]
- 2003: Mannequin (DVD-Single)
- 2005: Peace Through Superior Firepower
- 2011: Evermore Darkly EP (Disc 2)